# Tomás Arzerúnio
Tomás Arzerúnio (em armênio/arménio: Թովմա Արծրունի) foi um historiador armênio do século X e autor da História da Casa de Arzerúnio (Պատմություն Արծրունյաց Տան). Contrário ao título dado, o trabalho em quatro volumes não apenas relata a história da família real Arzerúnio, da qual foi membro, e sua origem próximo ao lago de Vã, mas também cobre compreensivelmente a história da Armênia.

## História da Casa de Arzerúnio
Tomas começou a escrever sua história em algum momento nos anos 870. Como muitas outras histórias compostas por historiadores armênios, o primeiro volume começa no início da nação armênia e termina em meados do século V. Contudo, as contribuições mais valiosas de Tomás são encontradas nos volumes dois e três que fielmente detalha a vida armênia sob o governo dos califas árabes e em particular a expedição militar árabe de 851 liderada pelo general turco Buga, o Velho, suas consequências subsequentes, e o estabelecimento do Estado bagrátida independente no norte do lago de Vã. Tomás foi um parente do rei de Vaspuracânia Cacício I (r. 904–937/943), e escreveu um relato detalhado na História sobre os famosos palácio e igreja de Cacício construídos na ilha de Altamar.
A data precisa que Tomás completou seu trabalho é desconhecida embora alguns historiadores tem determinado que foi composto em algum momento após 905. O trabalho de Tomás termina com um 29ª capítulo incompleto, que vários autores desconhecidos (referem-se como "Anônimo"; armênio: Անանուն) tomaram para continuá-la até os anos 1370 e adicionaram um apêndice e colofão. A história de Tomás foi publicada pela primeira vez em 1852 em Constantinopla, em armênio, e foi subsequentemente traduzida para francês por Marie-Félicité Brosset em 1862.